# Italiano central
El italiano central (Italiano centrale o mediano) es un grupo de dialectos  románicos del grupo italorromance hablados en Lacio, Umbria, Marcas central, sur de la Toscana y en una pequeña parte occidental de Abruzos, en Italia central que conformarían una lengua romance única a veces denominada "romanesco". Las diferencias entre estos dialectos son leves; todos estos dialectos están estrechamente relacionados con el toscano y son mutuamente inteligibles con el italiano estándar.
Debido a que Roma es el centro cultural más importante de la región dialectal, en ocasiones se suele emplear la palabra "romanesco" para referirse a todo el italiano central, incluyendo todos sus dialectos.
La lingüística románica tradicional considera al italiano central como una lengua diferenciada del italiano estándar ya que estos dialectos no derivan del toscano y tienen diferencias gramaticales más o menos notables con este último, a pesar de la casi total inteligibilidad que presentan con el italiano estándar.
El italiano central se divide en los siguientes dialectos:
- Umbro (región de Umbria)
- Sabino (provincia de L'Aquila y provincia de Rieti)
- Marchigiano central (parte central de Marcas)
  - Anconitano (provincia de Ancona)
  - Maceratés (provincia de Macerata)
- Lazial
  - Viterbés (provincia de Viterbo)
  - Romanesco (area metropolitana de Roma)
  - Lazial centro-meridional (norte de las provincias de Frosinone y Latina)
  - Judeo-Romanesco

## Ejemplos
A continuación se muestra textos en diferentes dialectos del italiano central:
| Umbro: |
| Affaccete alla finestra o te rompo 'n vetro, ardamme la mi' robba che t'ho deto, e ardamme la mi' robba che t'ho deto e anche qu'll'anellino che c'hai tu al deto; e anche qu'll'anellino che c'hai tu al deto, ma anche quell'altra roba che t'ho presteto; e anche quell'altra roba che t'ho presteto e tutta la pastasciucca che m'hè magneto. |
| Romanesco: |
| E quanno vojo mète, e mète vojo, padrò, non me passà cipolla e l'ajo, padrò, non me passà cipolla e l'ajo sinnò la metitura te l'imbrojo. E quanto vojo mète e meterìa si ce l'avessi la farcetta nova e sotto all'ombra co' la bella mia. Fiore de lino, e quanto è bello er campo a mète 'r grano, è quello che produce il contadino. E la vorpe giù ner fosso perde er pelo, padrò, passa er barlozzo, vengo meno. Al contadino che mete lo grano la farce je diventa un filo d'oro. E viene mezzodì pe' li signori ma pe' li contadì nun verrà mai. È notte, è notte e lo padrò sospira, dice ch'è stata curta la giornata. Zitto, padrone mio, non sospirare, prendi la borsa e prencepia a pagare. |
| Marchigiano central: |
| Se pine in tra dó deti come un fiore; le bagi come fosse el primo amore, prima in tel cuderizo un bagio seco, po' volti e bagi in do' che c'era el beco. Ciuci e riciuci; lichi scorze e deti; è un ino de chiopeti e de fischietie te viènene su qúi ciciolini che udorene de mare e de giardini. Io guardo 'sta cruceta sbruzolosa cun 'st'anima gentile; c'ha qualcosa del caratere nostro anconità; rozo de fora, duro, un po' vilà ma drento bono, un zuchero, 'n'amore, ché nun conta la scorza, conta el core. |